# Mane (Górna Garonna)
Mane – miejscowość i gmina we Francji, w regionie Oksytania, w departamencie Górna Garonna.
Według danych na rok 1990 gminę zamieszkiwały 1054 osoby, a gęstość zaludnienia wynosiła 160 osób/km² (wśród 3020 gmin regionu Midi-Pireneje Mane plasuje się na 320. miejscu pod względem liczby ludności, natomiast pod względem powierzchni na miejscu 1359.).